# Scott Brown (politiker)
Scott Philip Brown, född 12 september 1959, är en amerikansk politiker (Republikanska partiet) och jurist.

## Biografi
Scott Brown föddes i Kittery i Maine men växte upp i Wakefield i Massachusetts. Han avlade kandidatexamen i historia vid Tufts University 1981 och juristexamen vid Boston College 1985. Han gick med i Massachusetts nationalgarde vid 19 års ålder och har sedan dess varit aktiv där och uppnått överstes grad i USA:s armé. Inom armén har även tjänstgjort i luftburet infanteri samt i arméns auditörskår där han varit åklagare och försvarare i militärdomstolar. Under 1980-talet arbetade han dessutom deltid som fotomodell; han vann tidskriften Cosmopolitans tävling Amerikas sexigaste man 1982.
Brown var ledamot av Massachusetts representanthus för Norfolks 9:e valkrets från 1998 till 2004 och delstatssenator för valkretsen Norfolk-Bristol-Middlesex från 2004 till 2010. Han blev republikanernas kandidat i fyllnadsvalet till USA:s senat efter att senator Ted Kennedy (Demokratiska partiet) avlidit hösten 2009. Valet hölls den 19 januari 2010 och Brown vann. Hans seger innebar att demokraterna förlorade sin kvalificerade majoritet i senaten (60 av 100 mandat), vilket medförde att republikanerna fick möjligheten att kunna blockera många av demokraternas förslag där (se Filibuster). I det ordinarie senatsvalet 2012 förlorade Brown sin plats till demokraten Elizabeth Warren.
Efter tiden som federal senator medverkar Brown bland annat som politisk kommentator på tv-kanalen Fox News Channel.
Han är gift med tv-reportern Gail Huff, med vilken han har två döttrar, varav den ena, Ayla Brown, deltog i semifinalen i den tv-sända talangtävlingen American Idol 2006. Den andra dottern är veterinär.